# Lista de prefeitos de Cerro Corá (Rio Grande do Norte)
Esta é a lista de prefeitos de Cerro Corá, município brasileiro do estado do Rio Grande do Norte.
| Nº | Prefeito                              | Imagem                     | Partido | Início de mandato       | Fim de mandato         | Vice-prefeito                         | Observações                   |
| -- | ------------------------------------- | -------------------------- | ------- | ----------------------- | ---------------------- | ------------------------------------- | ----------------------------- |
| 1  | Severino Bezerra de Andrade           |                            |         | 1º de janeiro de 1954   | 2 de março de 1955     | —                                     | Prefeito nomeado              |
| 2  | Sérvulo Pereira de Araújo             |                            |         | 2 de março de 1955      | 31 de janeiro de 1960  | José Justiniano de Melo               | Prefeito e vice eleitos       |
| 3  | Bevenuto Pereira Filho                |                            |         | 31 de janeiro de 1960   | 25 de julho de 1960    | José Walter Olímpio                   | Prefeito e vice eleitos       |
| 4  | José Walter Olímpio                   |                            |         | 25 de julho de 1960     | 31 de janeiro de 1965  | —                                     | Vice-prefeito eleito no cargo |
| 5  | Sérvulo Pereira de Araújo             |                            | PDC     | 31 de janeiro de 1965   | 31 de janeiro de 1970  | Francisco Pereira de Araújo           | Prefeito e vice eleitos       |
| 6  | Manoel Antunes de Melo                |                            | ARENA   | 31 de janeiro de 1970   | 29 de julho de 1972    | José Julião Neto                      | Prefeito e vice eleitos       |
| 7  | Virgílio Tavares da Silva             |                            |         | 29 de julho de 1972     | 31 de janeiro de 1973  | —                                     | Interventor estadual          |
| 8  | Francisco Pereira de Araújo           |                            | ARENA   | 31 de janeiro de 1973   | 31 de janeiro de 1977  | Lourival Bezerra da Costa             | Prefeito e vice eleitos       |
| 9  | João Batista de Melo Filho            |                            | MDB     | 31 de janeiro de 1977   | 31 de janeiro de 1983  | José Rodrigues dos Santos             | Prefeito e vice eleitos       |
| 10 | José Luiz de Azevedo                  |                            | PMDB    | 1º de fevereiro de 1983 | 31 de dezembro de 1988 | José Albino de Assis                  | Prefeito e vice eleitos       |
| 11 | João Batista de Melo Filho            |                            | PMDB    | 1º de janeiro de 1989   | 31 de dezembro de 1992 | Lourival Pereira da Silva             | Prefeito e vice eleitos       |
| 12 | Raimundo Soares de Brito              |                            | PDS     | 1º de janeiro de 1993   | 31 de dezembro de 1996 | Clidenor Pereira de Araújo            | Prefeito e vice eleitos       |
| 13 | Clidenor Pereira de Araújo            |                            | PPB     | 1º de janeiro de 1997   | 31 de dezembro de 2000 | Edna Maria Pereira de Lira            | Prefeito e vice eleitos       |
| 14 | João Batista de Melo Filho            |                            | PMDB    | 1º de janeiro de 2001   | 31 de dezembro de 2008 | Ana Maria da Silva                    | Prefeito e vice eleitos       |
| 14 | João Batista de Melo Filho            | Raimundo Marcelino Borges  | PMDB    | 1º de janeiro de 2001   | 31 de dezembro de 2008 | Prefeito reeleito e vice eleito       |                               |
| 15 | Raimundo Marcelino Borges             |                            | DEM     | 1º de janeiro de 2009   | 31 de dezembro de 2016 | Francisco Fernandes de Macedo         | Prefeito e vice eleitos       |
| 15 | Raimundo Marcelino Borges             | João Batista de Melo Filho | DEM     | 1º de janeiro de 2009   | 31 de dezembro de 2016 | Prefeito reeleito e vice eleito       |                               |
| 16 | Maria das Graças de Medeiros Oliveira |                            | PSD     | 1º de janeiro de 2016   | 31 de dezembro de 2020 | José Medeiros de Araújo               | Prefeita e vice eleitos       |
| 17 | Raimundo Marcelino Borges             |                            | PSDB    | 1º de janeiro de 2021   | 31 de dezembro de 2024 | Emanuel Gomes de Maria                | Prefeito e vice eleitos       |
| 18 | Maciel dos Santos Freire              |                            | MDB     | 1º de janeiro de 2025   | até a atualidade       | Maria das Graças de Medeiros Oliveira | Prefeito e vice eleitos       |